# Jodie Devos
Pour les articles homonymes, voir Devos.
Jodie Devos est une artiste lyrique (soprano) belge née le 10 octobre 1988 à Libramont et morte le 16 juin 2024 à Paris.
Lauréate du Concours musical international Reine Élisabeth de Belgique en 2014, elle travaille sur les plus grandes scènes européennes (Opéra de Paris, Opéra-Comique, La Monnaie, Opéra royal de Wallonie, Grand théâtre du Liceu, Chorégies d'Orange) et enregistre plusieurs récitals discographiques multi-récompensés.
En 2025, le fonds Jodie Devos, géré par la fondation Roi Baudoin est créé pour honorer sa mémoire, promouvoir l'art lyrique et soutenir de nouveaux artistes.

## Biographie

### Jeunesse et études
Jodie Devos naît le 10 octobre 1988 à Libramont, en région wallonne (province de Luxembourg), mais c'est à Lahérie, où son père tient un élevage de canards, qu'elle grandit. Elle prend des cours de danse très jeune avant d'étudier le piano à partir de onze ans, puis le chant classique au Conservatoire de Ciney dans la classe de Françoise Viatour. Elle intègre ensuite l'Institut de musique et de pédagogie de Namur, où elle se forme auprès de Benoît Giaux et d’Élise Gäbele, avant d'obtenir un Master of Art à la Royal Academy of Music de Londres, dans la classe de Lillian Watson, en 2013. L'année suivante, elle remporte le deuxième prix et le prix du public du Concours Reine Elisabeth, qui lance sa carrière internationale.

### Carrière
En 2014, elle intègre l'académie de l’Opéra-Comique à Paris où elle apparaît dans plusieurs productions comme La Chauve-souris de Johann Strauss II et Les Mousquetaires au couvent de Louis Varney.
En juillet 2019, elle interprète le rôle de Jemmy, le fils de Guillaume Tell, dans Guillaume Tell de Gioachino Rossini dans le cadre des Chorégies d'Orange, sous la direction musicale de Gianluca Capuano et dans une mise en scène de Jean-Louis Grinda, aux côtés de Nicola Alaimo (Guillaume Tell), Nora Gubisch (Hedwige) et Annick Massis (Mathilde).
En juin 2022, elle devient la marraine des enfants formés par l'association belge REMUA (Réseau de musiciens-intervenants en atelier). À cette occasion, Jodie Devos, les musiciens et les enfants imaginent un spectacle original, mis en scène par François de Carpentries et Karine Van Herke, basé sur une histoire portée par des mélodies venues du monde entier et où elle forme un duo avec le comédien Philippe Bonhomme. Par la musique, ils souhaitent partager un message d’espoir : « Que les enfants puissent un jour vivre en paix sur la planète Terre ».
En juillet 2022, elle se produit à deux reprises à Montpellier dans le cadre du Festival Radio France Montpellier Occitanie, à l'invitation de Jean-Pierre Rousseau, d'abord dans le rôle d'Ophélie d'Hamlet d'Ambroise Thomas (dans sa version pour ténor) aux côtés de John Osborn, puis à nouveau quelques jours plus tard, en remplacement de Lucy Crowe, dans la Sea Symphony de Ralph Vaughan Williams, avec l'Orchestre national de France dirigé par Cristian Măcelaru, où elle sera victime d'un bref malaise sur scène.
Nommée « Jeune talent de l'année » aux International Classical Music Awards 2015, elle enregistre plusieurs récitals discographiques chez Alpha Classics, qui lui valent de nombreuses récompenses : Diapason d’or, Diamant de platine Opéra Magazine, Choc Classica, Gramophone Editor’s Choice, etc..

### Mort
Jodie Devos meurt le 16 juin 2024 dans le 13e arrondissement de Paris, à l'âge de 35 ans, des suites d'un cancer du sein foudroyant,,,. Ses funérailles ont lieu le 22 juin 2024 à la cathédrale Saint-Aubain de Namur (Belgique).

## Distinctions

### Titres d’honneur
- Chevalière du Mérite wallon (Ch.M.W.) (2014)[11]
- Citoyen d'honneur de Namur, Belgique (2015)
- Commandeure du Mérite wallon (C.M.W.) à titre posthume (2024)[12]

### Prix
- International Classical Music Awards Jeune talent de l’année : 2015
- Union de la Presse musicale belge Jeune musicien de l'année : 2015
- Diapason d'Or Récital vocal de l'année : 2019 (Offenbach Colorature)
- Opéra! Prix du meilleur album solo : 2019 (Offenbach Colorature)[13]

## Fonds Jodie Devos
Un fonds, géré par la fondation Roi Baudoin, est créé en mémoire de Jodie Devos début 2025,. Il a pour but de préserver la mémoire de l'artiste en inspirant les générations futures,. Il a deux objectifs, le premier est de promouvoir l'accessibilité à la culture pour le public scolaire et les personnes en précarité. Le second est de soutenir de nouveaux artistes, en les accompagnant durant leur parcours vers une professionnalisation.

## Répertoire
- 2014-2015 : Die Fledermaus de Johann Strauss II, Opéra-Comique : Ida puis Adèle
- 2015 : Il barbiere di Siviglia de Gioachino Rossini, Opéra royal de Wallonie : Rosine[16]
- 2017 : Le Comte Ory de Rossini, Opéra-Comique : Alice
- 2017 : Lakmé de Léo Delibes, Opéra de Tours : Lakmé
- 2017 : La Flûte enchantée de Wolfgang Amadeus Mozart, Opéra de Tours et Opéra de Limoges : la Reine de la nuit
- 2017 : L'Enfant et les Sortilèges de Maurice Ravel, Opéra national de Montpellier : le Feu / la Princesse / le Rossignol
- 2017 : Pelléas et Mélisande de Claude Debussy, Opéra Bastille : Yniold
- 2017 : Orphée aux Enfers de Jacques Offenbach, Opéra royal de Wallonie : Eurydice
- 2017 : Le Timbre d'argent de Camille Saint-Saëns, Opéra-Comique : Rosa
- 2018 : Le nozze di Figaro de Mozart, Opéra royal de Wallonie : Susanna
- 2017 : La Flûte enchantée de Mozart, La Monnaie : la Reine de la nuit
- 2018 : Orphée et Eurydice de Christoph Willibald Gluck, théâtre du Capitole de Toulouse : l'Amour[17].
- 2018 : La Nonne sanglante de Charles Gounod, Opéra-Comique : Arthur
- 2018-2019 : Le Comte Ory de Rossini, Opéra royal de Wallonie : la comtesse Adèle
- 2019 : Guillaume Tell de Rossini, Chorégies d'Orange : Jemmy
- 2019 : Die Entführung aus dem Serail de Mozart, Opéra de Monte-Carlo : Blonde
- 2019 : Les Indes galantes de Jean-Philippe Rameau, Opéra Bastille : Amour / Zaire
- 2019 : La Flûte enchantée de Mozart, Opéra Bastille : la Reine de la nuit
- 2019 : Dialogues des carmélites de Francis Poulenc, théâtre du Capitole de Toulouse : sœur Constance
- 2020 : Ariadne auf Naxos de Richard Strauss, Opéra national de Montpellier : Zerbinetta
- 2020 : Lakmé de Delibes, Opéra royal de Wallonie : Lakmé
- 2020 : Fantasio d'Offenbach, Opéra-Comique : la princesse Elsbeth
- 2020 : Les Contes d'Hoffmann d'Offenbach, Opéra Bastille : Olympia
- 2020 : Psyché d'Ambroise Thomas, théâtre des Champs-Élysées : Psyché
- 2021 : La Fille du régiment de Gaetano Donizetti, Opéra royal de Wallonie : Marie
- 2021 : Le Domino noir de Daniel-François-Esprit Auber, Opéra de Lausanne : Angèle de Olivarès
- 2012-2022 : La Vie parisienne d'Offenbach, Opéra de Tours puis théâtre des Champs-Élysées : Gabrielle
- 2022 : Rigoletto de Giuseppe Verdi, Opéra royal de Wallonie : Gilda
- 2022 : L'elisir d'amore de Donizetti, théâtre des Champs-Élysées : Adina
- 2022 : Zoroastre de Rameau, théâtre des Champs-Élysées : Amélite
- 2022 : Mignon d'Ambroise Thomas, Opéra royal de Wallonie : Philine
- 2022 : Lakmé de Léo Delibes, Opéra royal de Wallonie : Lakmé
- 2022 : Jodie et le Voyageur de musique, Flagey Studio 4 de Bruxelles
- 2022-2023 : On purge bébé ! de Philippe Boesmans, La Monnaie puis Opéra national de Lyon : Julie Follavoine
- 2023 : Hamlet d'Ambroise Thomas, Opéra royal de Wallonie : Ophélie
- 2023 : Lucie de Lammermoor/Lucia di Lammermoor de Donizetti, Opéra de Tours : Lucie/Lucia
- 2023 : La Fille du régiment de Donizetti, théâtre des Champs-Élysées : Marie
- 2024 : Un ballo in maschera de Verdi, Grand théâtre du Liceu : Oscar

Source : Opera Online.

## Discographie
Opéras
- Adolphe Adam : Le Chalet, avec Jodie Devos, Sébastien Droy, Ugo Rabec, chœur et orchestre de l’Opéra de Toulon, Guillaume Tourniaire (dir.) – Timpani, 2018
- Philippe Boesmans : On purge bébé !, avec Jodie Devos, Jean-Sébastien Bou, Denzil Delaere (chant), orchestre de La Monnaie, Bassem Akiki (dir.) – Fuga Libera, 2023
- Jean-Philippe Rameau, Zoroastre, avec Véronique Gens, Jodie Devos, Reinoud Van Mechelen (chant), Chœur de chambre de Namur, La Grande Écurie et la Chambre du Roy, Alexis Kossenko (dir.) - Alpha Classics, 2022

Musique sacrée
- Jean-Baptiste Pergolèse : Stabat Mater, avec Jodie Devos, Adèle Charvet (chant), Maîtrise de Radio France, le Concert de la Loge, Julien Chauvin (dir.) - Alpha Classics, 2022

Récitals
- Il était une fois, avec Jodie Devos, Caroline Meng (chant), le Quatuor Giardini - Alpha Classics, 2016
Airs d'opéras français de Charles Silver, Jacques Offenbach, Laurent de Rillé, Nicolas Isouard, Pauline Viardot, Frédéric Toulmouche, Jules Massenet et Gaston Serpette.
- Offenbach Colorature, avec Jodie Devos (chant), Orchestre de la radio de Munich, Laurent Campellone - Alpha Classics, 2018
Airs de Boule de neige, Vert-Vert, Orphée aux Enfers, Un mari à la porte, Fantasio, Les Bavards, Mesdames de la Halle, Le Roi Carotte, Les Contes d'Hoffmann, Robinson Crusoé et Le Voyage dans la Lune
- Bijoux perdus, avec Jodie Devos (chant), Brussels Philharmonic, Pierre Bleuse (dir.) - Alpha Classics, 2022
Airs d'opéras français de Victor Massé, Giacomo Meyerbeer, Ambroise Thomas, Jacques Fromental Halévy, Adolphe Adam et Daniel-François-Esprit Auber.
- And Love Said…, avec Jodie Devos (chant), Nicolas Krüger (piano) - Fuga Libera, 2023
Mélodies en anglais de Frank Bridge, Irene Poldowski, Ralph Vaughan Williams, Roger Quilter, Ivor Gurney, Benjamin Britten, Darius Milhaud, Patrick Leterme, William Walton, Germaine Tailleferre et Freddy Mercury.

Source :Discogs.

## Pour approfondir